# Drachma proctocomys
Drachma proctocomys is een vlinder van de familie van de grasmotten (Crambidae). De wetenschappelijke naam van deze soort is voor het eerst voorgesteld door Felix Bryk in een publicatie uit 1913.
De soort komt voor in Kameroen.